# Istros

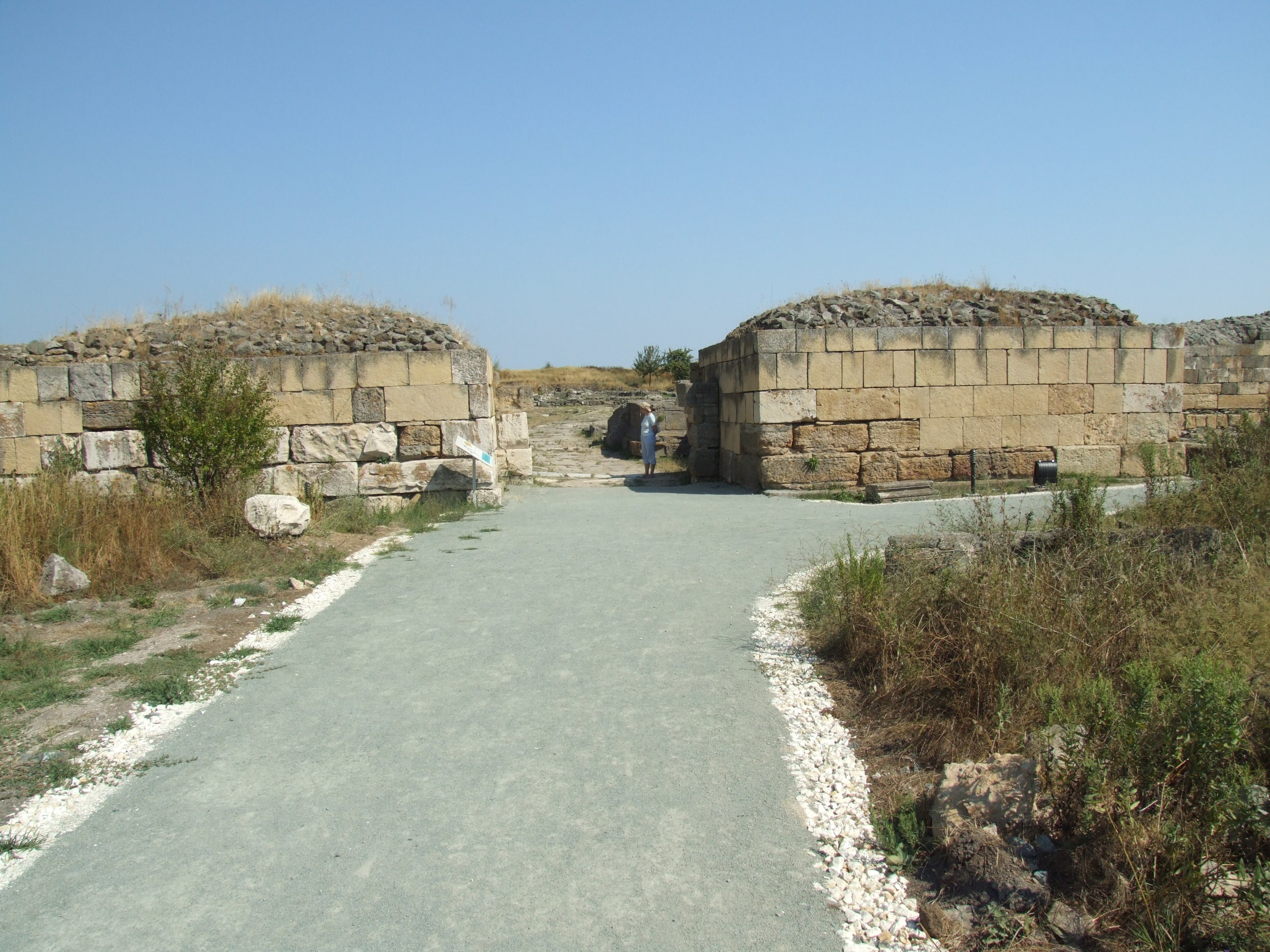
Istros

Istros (en griego antiguo: Ἴστρος) o Histria (Ἰστρίη), como la llamaban los romanos, era el establecimiento griego más antiguo de las costas occidentales del mar Negro.

## Situación

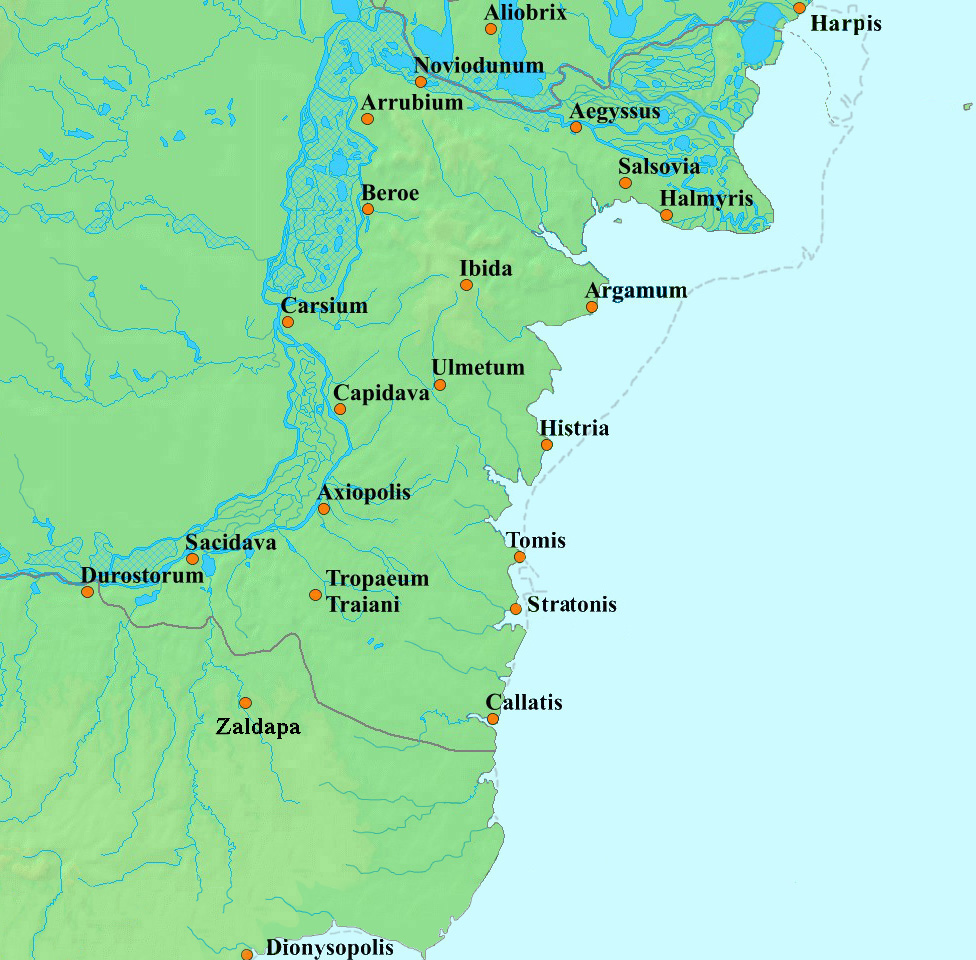
Mapa de las antiguas ciudades y colonias de Dobruja con la línea costera actual

En lo alto de un promontorio rocoso, a escasa distancia del delta del Danubio, y bañado por las aguas del golfo de Sinoe, hoy transformado en lago, los milesios construyeron la ciudad, que tomó nombre del río que pasaba junto a ella. 
La posición elegida era estratégica: ofrecía grandes facilidades para la pesca y permitía penetrar fácilmente en el interior, habitado por los getas, siguiendo el curso del río. Los innumerables productos manufacturados procedentes del sur, hallados a lo largo del curso del río Istros, demuestran que esta constituía una cómoda vía de penetración hacia el interior del país de los getas para los comerciantes extranjeros. 

## Historia
La fundación de la ciudad por parte de los colonos milesios en 657 a. C. pertenece a la llamada «segunda oleada de colonización», que empezó a mediados del siglo VIII a. C..
“Istros fue una colonia de carácter comercial, pero en época helenística acentuó su aspecto agrario,. Este cambio ha de achacarse, en parte, a motivos de orden geofísico. La ciudad en época helenística quedó separada del mar, ya que las enormes cantidades de limo que transporta el Danubio formaron un gran banco de arena. Sin puerto y aislada entre marismas, Istros quedó situada frente al lago de Sinoe, comunicada con el mar por medio de una pequeña puerta (la portitza). La ciudad fue definitivamente abandonada en el siglo V

## Arqueología
“De las colonias del Ponto, Istros es la que ha tenido mejor suerte en la historia. El abandono del siglo VII ha permitido a los arqueólogos trabajar sin las molestias derivadas de construcciones modernas o cultivos agrícolas, reconstruyendo así, a partir de los estratos más profundos, las condiciones de vida y las transformaciones ocurridas en el transcurso de los siglos.
Fue a partir de la segunda mitad del siglo XIX cuando los descubrimientos casuales, epigráficos y numismáticos, proporcionaron una prueba de la existencia de la ciudad. Se debe a Ernest Desjardins la intuición de que Istros estaba situada en el fondo de la actual laguna de Sinoe, mientras que Vasile Pârvan fue el artífice de la confirmación arqueológica de esta intuición.

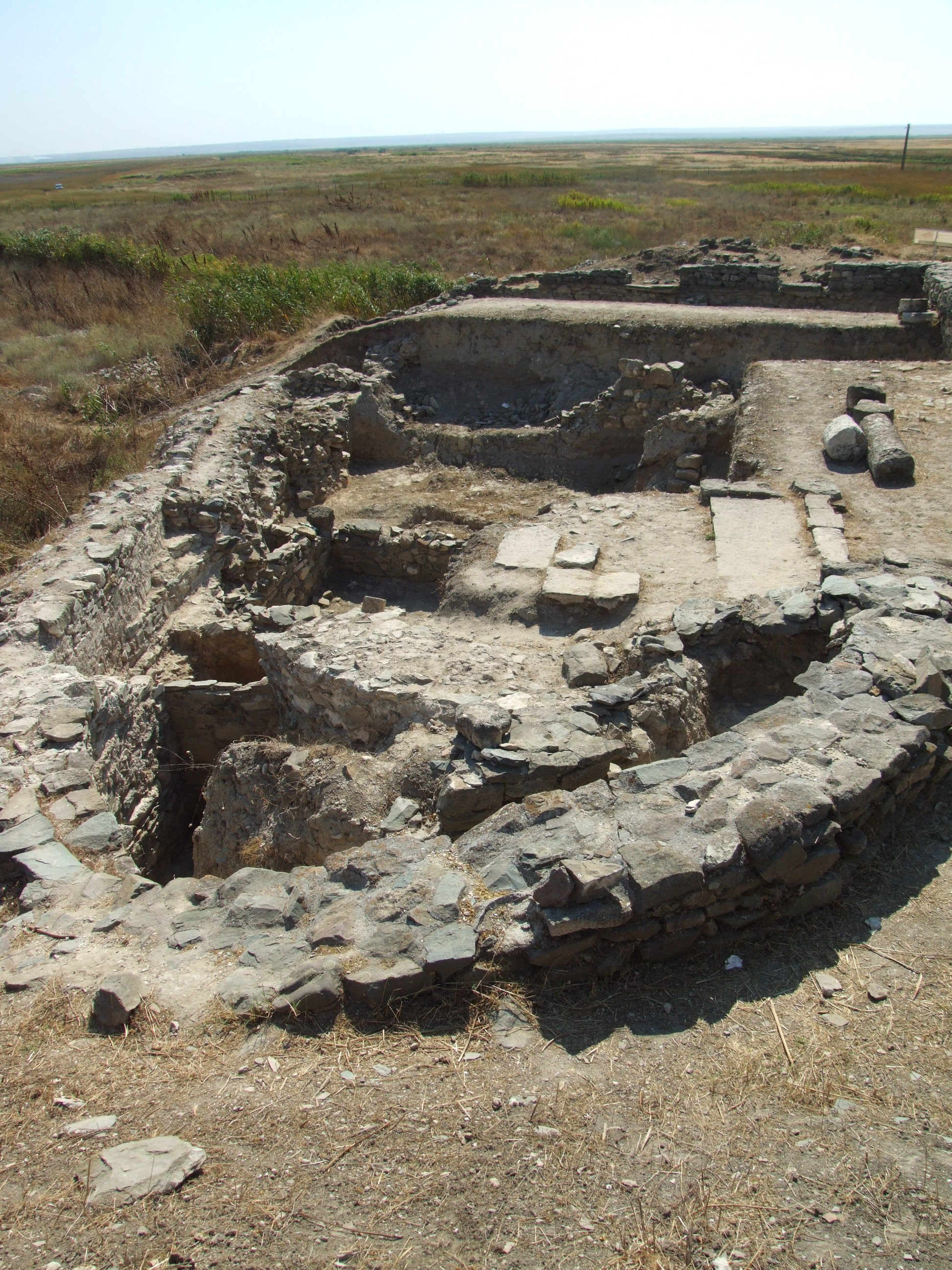
Cimientos de la basílica de Istros

Las excavaciones arqueológicas empezaron en la llanura baja que hay al oeste de la ciudad, y han sacado a la luz los restos de un hábitat compacto perteneciente a la fase más antigua de la colonia. Se trata de fondos de cabaña y fosas que contenían abundante material cerámico, fechable entre fines del siglo VII a. C. y fines del siglo VI a. C. Así pues, hacia el 600 a. C., una población, griega sin duda, disponía de enormes cantidades de cerámica fina, destinada tanto al consumo local como, sobre todo, a los intercambios comerciales con los tracios.
Este sector fue, al parecer, un barrio suburbano con respecto a la polis propiamente dicha, y estaba dotado de una serie de murallas construidas a tenor de los distintos acontecimientos históricos que comprendían la zona monumental y servían de lugar de refugio, en caso de peligro, para los habitantes del barrio periférico.
Tal vez por esto, el sector constituía una especie de mercado, en el que los tracios llegados de la región central del Danubio (Dobruja) podían efectuar intercambios con los comerciantes griegos. La cantidad y exquisitez de la cerámica hallada lo confirman plenamente y constituyen, por el contrario, un marcado contraste con las modestas cabañas puestas al descubierto. Hacia finales del siglo VI a. C. se registra una interrupción de la actividad en este sector (denominado convencionalmente sector X), atestiguada por la desaparición de todo rastro de hábitat, que únicamente reaparecerá en época helenística. Algunos estudiosos han puesto en relación esta interrupción con la retirada del ejército persa de Darío I al término de la expedición en Escitia (514 a. C.).
La expedición de Darío al norte del Danubio, después de haber conquistado todas las colonias griegas del litoral occidental, constituyó un momento crucial en la vida de los asentamientos. En efecto, para los griegos de Europa, la rendición de la península balcánica hasta el Danubio significaba la sumisión. Para los griegos del Asia Menor , la inclusión de las colonias, en su mayor parte jonias , de las costas septentrionales y occidentales del mar Negro abría perspectivas favorables para el comercio con esas ciudades y con las regiones en las que estaban situadas. Este hecho representaba una victoria sobre la competencia del comercio ateniense y corintio que, desde mediados del siglo VI a. C., amenazaba al de Grecia asiática.
Del relato de Heródoto, resulta evidente que los griegos del Asia Menor permanecieron fieles al "Gran Rey". Después de esta expedición, sin embargo, al cabo de poco tiempo renació el bienestar en las colonias del territorio rumano, y especialmente en Istros.
La riqueza de la ciudad se basaba, ante todo, en el comercio con la zona interior del Danubio. Los istrios exportaban pescado y cereales, pero también productos manufacturados y compraban a cambio, pieles, miel y esclavos. El producto privilegiado de los intercambios era el pescado en salazón o en escabeche: el esturión o la merluza (todavía hoy se pesca en abundancia en la desembocadura del Danubio), mencionados entre las especialidades gastronómicas de la Grecia arcaica (Hiponactes, Antífanes)
El comercio del pescado debió de constituir una especialidad de Istros al menos hasta finales del siglo I. En efecto, de esta época data una carta dirigida al gobernador de la Moesia inferior, Tiberio Plautio Silvano, a las autoridades de Istros, en la que se habla del pescado como una de las principales fuentes de ingresos para sus habitantes. Como confirmación de esto, baste recordar que en cualquier punto de la ciudad aparecen grandes cantidades de conchas, espinas de pescado y anzuelos, y esto a cualquier profundidad. No es casual que el emblema más corriente en las monedas, convertido más tarde en emblema de la ciudad, fuera precisamente el delfín.
Entre las mercancías más frecuentes de importación se mencionan, las armas, los objetos de decoración, en los que se incluyen los muebles de lujo para las casas de los ricos, el aceite y el vino, que llegaban en gran cantidad del Egeo meridional, como demuestran las numerosas ánforas vinarias halladas en las excavaciones.
La prosperidad que atravesaba Istros en el transcurso de los siglos VI y siglo V a. C. se refleja de manera clara en los restos de los monumentos excavados.
Las primeras excavaciones arqueológicas efectuadas en la ciudad pusieron al descubierto, sobre todo, estructuras pertenecientes a la fase romano-imperio bizantina del yacimiento.
El yacimiento contó con varios recintos fortificados. La muralla más reciente, edificada poco después de la destrucción por parte de los godos (248), estuvo precedida, por lo menos, de otras dos murallas: una de época helenística y otra de época de Adriano.
En el interior de la acrópolis, precisamente a lo largo de las orillas del actual lago Sinoe —donde la presencia de fragmentos de estatuillas arcaicas hizo suponer la existencia de un edificio de culto muy antiguo—, las excavaciones han puesto al descubierto todo un sector que conservó su carácter religioso hasta principios de la era cristiana.
El principal monumento es un templo de piedra caliza, llamado comúnmente templo A, que se alza sobre un basamento de piedra caliza, el único elemento hoy visible, además de las escalinatas de acceso del lado meridional. El templo está orientado, hecho excepcional, en sentido norte-sur. De los muros de cierre del templo quedan muy pocos restos. La cronología de este edificio sagrado ha surgido de un hallazgo insólito: debajo de los cimientos del templo, o sea del naos, pronaos y opistodomos, se han hallado tres grupos de ánforas de Quíos sin utilizar y puestas boca abajo cuidadosamente. Sin duda, se trata de ofrendas votivas a la divinidad titular del templo, colocadas en el momento de la construcción. Estas ánforas son de un tipo jonio muy corriente en Istros y datables a inicios del siglo V a. C..
Por lo que respecta a la divinidad titular, primero se pensó en una identificación con Afrodita, en su aspecto de Afrodita Pontia, es decir, protectora del mar y de los marineros. Esta hipótesis se basaba en el hallazgo de estatuillas de terracota arcaicas del tipo de la koré con paloma. Pero la cronología de estas estatuillas no estaba de acuerdo con la del templo, por lo que este fue considerado una remodelación de un edificio anterior, de la misma época de las estatuillas.
Las excavaciones de 1963 pusieron al descubierto bajo el templo A un templo anterior, de la segunda mitad del siglo VI a. C., orientado en otra dirección.
El descubrimiento más importante fue un pozo sagrado repleto de materiales. Entre los fragmentos cerámicos hallados destacan cuatro de cerámica ática de barniz negro con un grafito de dedicatoria: "Di", es decir, "a Zeus". Ésta es la prueba de que el santuario estaba dedicado a Zeus, no a Afrodita. Este dato concuerda con el descubrimiento de un altar, en las cercanías del templo, dedicado a Zeus Polieo.
De todo esto resulta evidente que, un siglo y medio después de la fundación de la ciudad, todo este sector, situado cerca del mar y cuidado con especial atención, poseía una ordenación urbanística coherente.
Cerca el templo A se ha hallado un templo helenístico siglo III a. C. construido de mármol y de orden dórico. Estaba consagrado a un dios tracio conocido a través de las inscripciones y monedas, al que los griegos llamaban Megas Theós. En el arquitrabe, una inscripción indica que el templo fue erigido por un habitante de Tasos, establecido en Istros: Pisístrato, hijo de Menesístrato.
El comercio, que en un primer momento englobaba a toda la población, creó después profundos desequilibrios económicos: se había formado una clase de comerciantes que se había adueñado de los cargos públicos y creado una verdadera oligarquía económica y política. Esta situación suscitaba hostilidad entre los pobres y los colonos más recientes que no habían obtenido tales honores y riquezas. Esta oligarquía en Istros se transformó en una democracia, en la segunda mitad del siglo V a. C. De la categoría de ciudadanos de pleno derecho estaban excluidos los esclavos, los extranjeros y las mujeres. Pero a finales de época helenística y en los primeros siglos de la era cristiana, los testimonios dicen que las mujeres llegaron a obtener altos cargos religiosos y civiles”.